# نوش غربی
نوش غربی (نام علمی: Thuja plicata) نام یک گونه از سرده نوش است که در غرب آمریکای شمالی رشد میکند و وجود دارد.